# Cratérope roussâtre
Argya subrufa
Espèce
Statut de conservation UICN

 LC  : Préoccupation mineure
Le Cratérope roussâtre (Argya subrufa) est une espèce de passereaux de la famille des Leiothrichidae.

## Répartition
Cet oiseau est endémique des Ghâts occidentaux du sud de l'Inde.

## Description
Il est brun foncé et a une longue queue.

## Comportement
Il est généralement trouvé en groupes bruyants à la recherche de nourriture dans l'herbe le long des coteaux ou dans la forêt.